# Ekrem Solak
Ekrem Solak (* 19. Januar 1992 in Menemen, Provinz Izmir) ist ein türkischer Fußballspieler, der seit September 2013 bei Fethiyespor unter Vertrag steht.

## Karriere
Solak wurde in Menemen, einem Landkreis der Provinz Izmir, geboren und fing im Alter von elf Jahren mit dem Fußballspielen bei Menemen Belediyespor an. 
Mit 14 Jahren wechselte er innerhalb der Stadt zu Bucaspor. Hier durchlief er alle Jugendmannschaften und bekam im Alter von 19 Jahren seinen ersten Lizenzvertrag bei der Profimannschaft. In seiner ersten Saison spielte er trotz seines Profivertrags meist in der Reservemannschaft und kam nur viermal in der Bank Asya 1. Lig zum Einsatz. Sein Profidebüt feierte er am 4. März 2012 beim 2:0-Sieg gegen Karşıyaka SK.
Um Spielpraxis bei den Herren zu sammeln, wurde er für die Saison 2012/13 an den Viertligisten Siirtspor ausgeliehen. Dort konnte er die Erwartungen der Trainer nicht erfüllen, sodass der Vertrag nach nur drei Monaten in gegenseitigem Einverständnis aufgelöst wurde. 
Nachdem der Vertrag im Frühjahr 2013 auch bei Bucaspor aufgelöst worden war, war Solak über ein halbes Jahr vereinslos. In der letzten Woche der Sommertransferperiode 2013 verpflichtete ihn der Zweitliga-Aufsteiger Fethiyespor.